# A magyar labdarúgó-válogatott 2018. november 18-i mérkőzése
A magyar labdarúgó-válogatott hatodik 2018–2019-es UEFA Nemzetek Ligája találkozója Finnország ellen, 2018. november 18-án. Ez volt a magyar labdarúgó-válogatott 933. mérkőzése.

## Helyszín
A találkozót Budapesten, a Groupama Arénában rendezték.

## Keretek
megjegyzés: A táblázatokban szereplő adatok a mérkőzés előtti állapotnak megfelelőek.

## Tabella a mérkőzés előtt
A C liga 2. csoport állása a forduló előtt
| Csapat       | M | Gy | D | V | G+ | G– | Gk | P  |
| ------------ | - | -- | - | - | -- | -- | -- | -- |
| Finnország   | 5 | 4  | 0 | 1 | 5  | 1  | +4 | 12 |
| Görögország  | 5 | 3  | 0 | 2 | 4  | 4  | 0  | 9  |
| Magyarország | 5 | 2  | 1 | 2 | 7  | 6  | +1 | 7  |
| Észtország   | 5 | 0  | 1 | 4 | 3  | 8  | –5 | 1  |

      Feljut a 2020–2021-es B ligába
      Lehetséges kieső a 2020–2021-es D ligába
      Kiesik a 2020–2021-es D ligába
Sorrend meghatározása: pontazonosság esetén a csoporton belül az alábbi sorrendben határozzák meg a sorrendet: 1. az egymás elleni eredmények (1a. pont, 1b. gólkülönbség, 1c. szerzett gól, 1d. idegenben szerzett gól), 2. a gólkülönbség (2a. összesített gólkülönbség, 2b. összes szerzett gól, 2c. összes idegenbeli szerzett gól), 3. a győzelmek száma (3a. az összes győzelem, 3b. az idegenbeli győzelmek száma), 4. a fair play versengés, illetve az 5. UEFA-koefficiens.
Feljutás: A B-, a C- és a D-liga négy csoportelsője egy osztállyal feljebb lép;
Kiesés: Az A-, a B- és a C-liga négy csoportutolsója egy osztállyal lejjebb folytatja (pontosabban: a C-ligából – az eltérő létszámú csoportok miatt – a három négyes csoport utolsó helyezettje mellett a négy csoportharmadik egyike, a legkevesebb pontot szerző válogatott esik ki);
Az A-liga négy csoportelsője bejut a Nemzetek Ligája négyes döntőjébe, amelyet 2019 júniusában rendeznek meg;
Mindegyik ligából négy válogatott jogot szerez a 2020-as Európa-bajnokság 2020. tavaszi pótselejtezőjében való részvételre; a jog alapvetően a 16 csoportelsőt illeti meg, ám ha ők időközben sikerrel teljesítik az Eb-selejtezőt (2019), a pótselejtező helyeit az addigi NL-teljesítmény alapján feltöltik, lehetőleg ligákon belül.

## Örökmérleg a mérkőzés előtt
| Sorszám | Időpont     | Helyszín | Eredmény  | Kiírás          |
| ------- | ----------- | -------- | --------- | --------------- |
| 1/86    | 1922.07.13. | Helsinki | 5–1 (1–0) | –               |
| 2/92    | 1923.08.18. | Budapest | 3–1 (0–1) | –               |
| 3/243   | 1943.09.15. | Helsinki | 3–0 (2–0) | –               |
| 4/283   | 1951.11.18. | Budapest | 8–0 (4–0) | –               |
| 5/288   | 1952.06.22. | Helsinki | 6–1 (2–0) | –               |
| 6/322   | 1955.05.20. | Helsinki | 9–1 (4–0) | –               |
| 7/532   | 1978.09.20. | Helsinki | 1–2 (0–1) | Eb-selejtező    |
| 8/542   | 1979.10.17. | Debrecen | 3–1 (2–0) | Eb-selejtező    |
| 9/706   | 1996.09.01. | Budapest | 1–0 (1–0) | vb-selejtező    |
| 10/717  | 1997.10.11. | Helsinki | 1–1 (0–0) | vb-selejtező    |
| 11/751  | 2001.04.25. | Budapest | 0–0       | –               |
| 12/854  | 2010.10.12. | Helsinki | 2–1 (0–0) | Eb-selejtező    |
| 13/864  | 2011.10.11. | Budapest | 0–0       | Eb-selejtező    |
| 14/885  | 2014.03.05. | Győr     | 1–2 (1–0) | –               |
| 15/892  | 2014.11.14. | Budapest | 1–0 (0–0) | Eb-selejtező    |
| 16/896  | 2015.06.13. | Helsinki | 1–0 (0–0) | Eb-selejtező    |
| 17/928  | 2018.09.08. | Tampere  | 0–1 (0–1) | Nemzetek Ligája |
| 18/933  | 2018.11.18. | Budapest | 2–0 (2–0) | Nemzetek Ligája |

| M  | Gy | D | V | G+ | G– | Gk  | %    |
| -- | -- | - | - | -- | -- | --- | ---- |
| 18 | 12 | 3 | 3 | 47 | 12 | +35 | 75,0 |

Források: , 

## A mérkőzés
| 2018. november 18. 20:45 |

| Magyarország           | 2–0               | Finnország |
| ---------------------- | ----------------- | ---------- |
| Szalai 29' Nagy Á. 37' | (2–0) Jegyzőkönyv |            |

| Groupama Aréna, Budapest Nézőszám: 9 200 Játékvezető: Slavko Vinčić (szlovén) |

### Az összeállítások
| Magyarország | Finnország |

| K                        | 1  | Gulácsi        |     |     |
| V                        | 3  | Korhut         |     | 54' |
| V                        | 4  | Kádár          |     | 46' |
| V                        | 5  | Baráth         | 42' | 52' |
| V                        | 6  | Orbán          |     |     |
| KP                       | 7  | Dzsudzsák      |     |     |
| KP                       | 15 | Kleinheisler   |     |     |
| KP                       | 11 | Kalmár         | 78' |     |
| KP                       | 8  | Nagy Á.        |     |     |
| KP                       | 14 | Lovrencsics G. |     |     |
| CS                       | 9  | Szalai         |     |     |
| Cserék:                  |    |                |     |     |
| V                        | 20 | Vinícius       |     | 46' |
| V                        | 2  | Lang           |     | 52' |
| KP                       | 18 | Holender       |     | 54' |
| Fel nem használt cserék: |    |                |     |     |
| K                        | 12 | Dibusz         |     |     |
| K                        | 22 | Kovácsik       |     |     |
| KP                       | 23 | Gazdag         |     |     |
| KP                       | 21 | Nagy D.        |     |     |
| KP                       | 10 | Kovács I.      |     |     |
| CS                       | 19 | Holman         |     |     |
| CS                       | 13 | Böde           |     |     |
| CS                       | 17 | Varga R.       |     |     |
| Vezetőedző:              |    |                |     |     |
| Marco Rossi              |    |                |     |     |

| K                        | 12 | Joronen   |     |     |
| V                        | 2  | Arajuuri  |     |     |
| V                        | 3  | Granlund  | 17' | 46' |
| V                        | 18 | Uronen    |     |     |
| V                        | 19 | Lam       |     | 60' |
| V                        | 5  | Väisänen  |     |     |
| KP                       | 8  | Taylor    |     | 74' |
| KP                       | 7  | Lod       | 86' |     |
| KP                       | 6  | Kamara    |     |     |
| CS                       | 20 | Tuominen  |     |     |
| CS                       | 10 | Pukki     |     |     |
| Cserék:                  |    |           |     |     |
| V                        | 4  | Toivio    |     | 46' |
| KP                       | 11 | Kauko     |     | 60' |
| KP                       | 21 | Forsell   |     | 74' |
| Fel nem használt cserék: |    |           |     |     |
| K                        | 1  | Hrádecký  |     |     |
| K                        | 23 | Jaakkola  |     |     |
| V                        | 15 | Halsti    |     |     |
| V                        | 16 | Pirinen   |     |     |
| V                        | 22 | Raitala   |     |     |
| KP                       | 13 | Soiri     |     |     |
| KP                       | 14 | Jensen    |     |     |
| CS                       | 9  | Markkanen |     |     |
| Vezetőedző:              |    |           |     |     |
| Markku Kanerva           |    |           |     |     |

### A mérkőzés statisztikái
| Magyarország | Teljes mérkőzés      | Finnország |
| ------------ | -------------------- | ---------- |
| 49 (%)       | Labdabirtoklás       | 51 (%)     |
| 2            | Gól                  | 0          |
| 3            | Sárga lap            | 2          |
| 0            | Piros lap            | 0          |
| 2            | Szöglet              | 2          |
| 0            | Les                  | 2          |
| 12           | Lövés                | 8          |
| 6            | Kaput eltalált lövés | 2          |
| 1            | Blokkolt lövés       | 0          |
| 453          | Passz                | 488        |
| 367          | Sikeres passz        | 396        |
| 81 (%)       | Passz hatékonyság    | 81 (%)     |
| 17           | Szabálytalanságok    | 16         |

## Tabella a mérkőzés után
További eredmény a fordulóban
| 2018. november 18. | Görögország | 0 – 1 | Észtország |

A C liga 2. csoport állása a forduló után
| Csapat       | M | Gy | D | V | G+ | G– | Gk | P  |
| ------------ | - | -- | - | - | -- | -- | -- | -- |
| Finnország   | 6 | 4  | 0 | 2 | 5  | 3  | +2 | 12 |
| Magyarország | 6 | 3  | 1 | 2 | 9  | 6  | +3 | 10 |
| Görögország  | 6 | 3  | 0 | 3 | 4  | 5  | –1 | 9  |
| Észtország   | 6 | 1  | 1 | 4 | 4  | 8  | –4 | 4  |

      Feljut a 2020–2021-es B ligába
      Lehetséges kieső a 2020–2021-es D ligába
      Kiesik a 2020–2021-es D ligába
Sorrend meghatározása: pontazonosság esetén a csoporton belül az alábbi sorrendben határozzák meg a sorrendet: 1. az egymás elleni eredmények (1a. pont, 1b. gólkülönbség, 1c. szerzett gól, 1d. idegenben szerzett gól), 2. a gólkülönbség (2a. összesített gólkülönbség, 2b. összes szerzett gól, 2c. összes idegenbeli szerzett gól), 3. a győzelmek száma (3a. az összes győzelem, 3b. az idegenbeli győzelmek száma), 4. a fair play versengés, illetve az 5. UEFA-koefficiens.
Feljutás: A B-, a C- és a D-liga négy csoportelsője egy osztállyal feljebb lép;
Kiesés: Az A-, a B- és a C-liga négy csoportutolsója egy osztállyal lejjebb folytatja (pontosabban: a C-ligából – az eltérő létszámú csoportok miatt – a három négyes csoport utolsó helyezettje mellett a négy csoportharmadik egyike, a legkevesebb pontot szerző válogatott esik ki);
Az A-liga négy csoportelsője bejut a Nemzetek Ligája négyes döntőjébe, amelyet 2019 júniusában rendeznek meg;
Mindegyik ligából négy válogatott jogot szerez a 2020-as Európa-bajnokság 2020. tavaszi pótselejtezőjében való részvételre; a jog alapvetően a 16 csoportelsőt illeti meg, ám ha ők időközben sikerrel teljesítik az Eb-selejtezőt (2019), a pótselejtező helyeit az addigi NL-teljesítmény alapján feltöltik, lehetőleg ligákon belül.